# 北殿站
北殿站（日语：／ Kitatono eki */?）是位於日本長野縣上伊那郡南箕輪村，屬於東海旅客鐵道（JR東海）飯田線的鐵路車站。

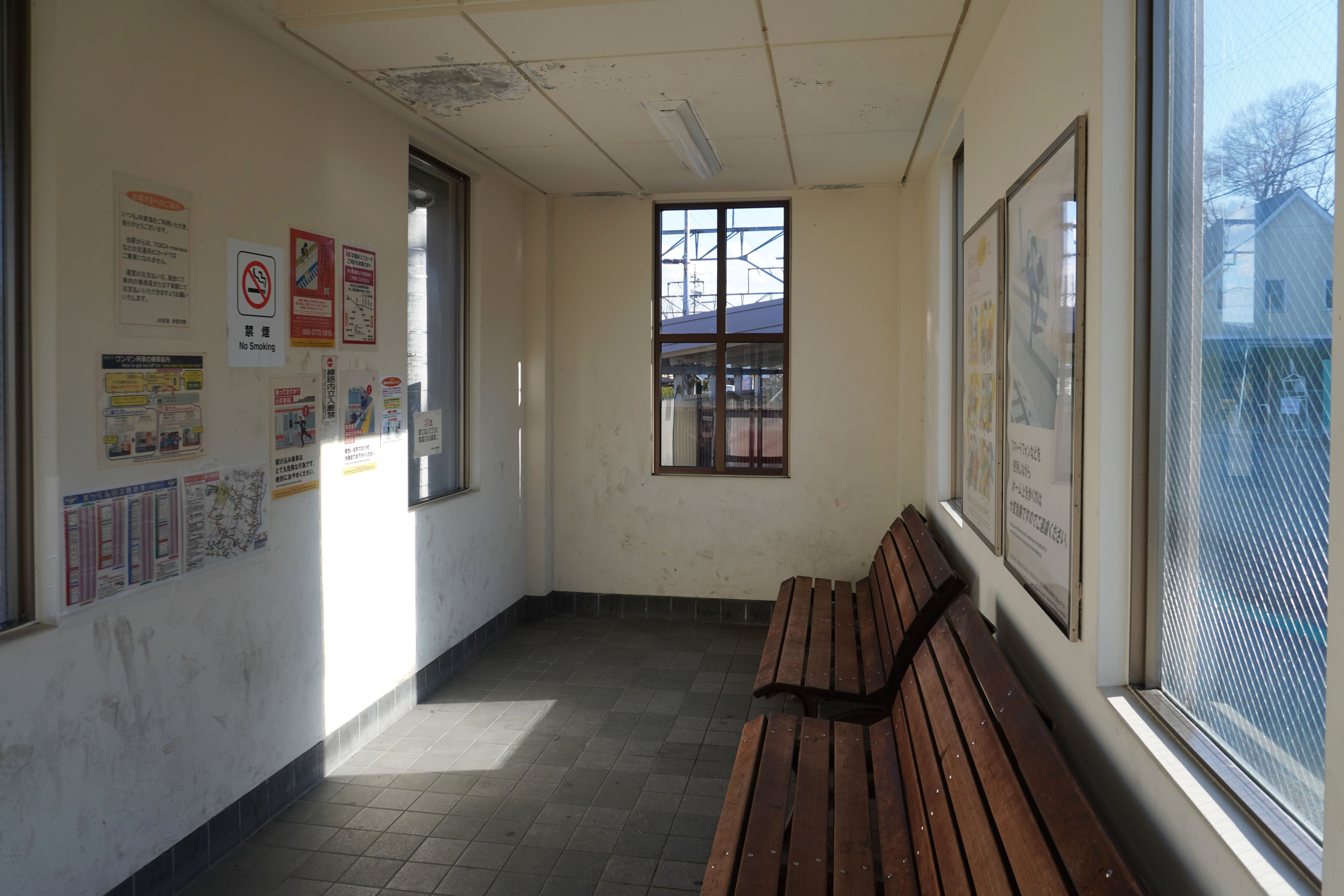
候車室内(2023年3月)

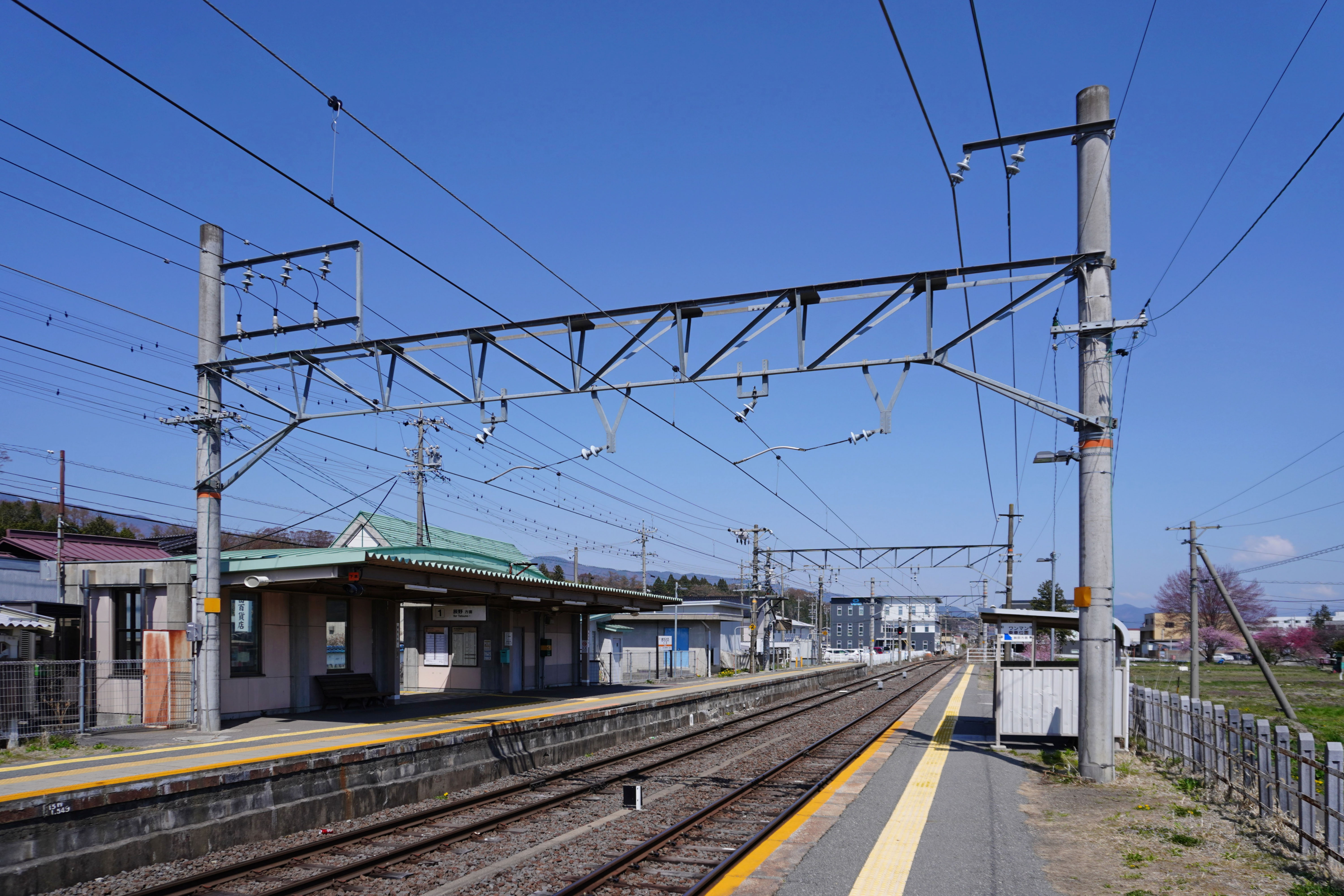
月台(2023年4月)

## 車站構造

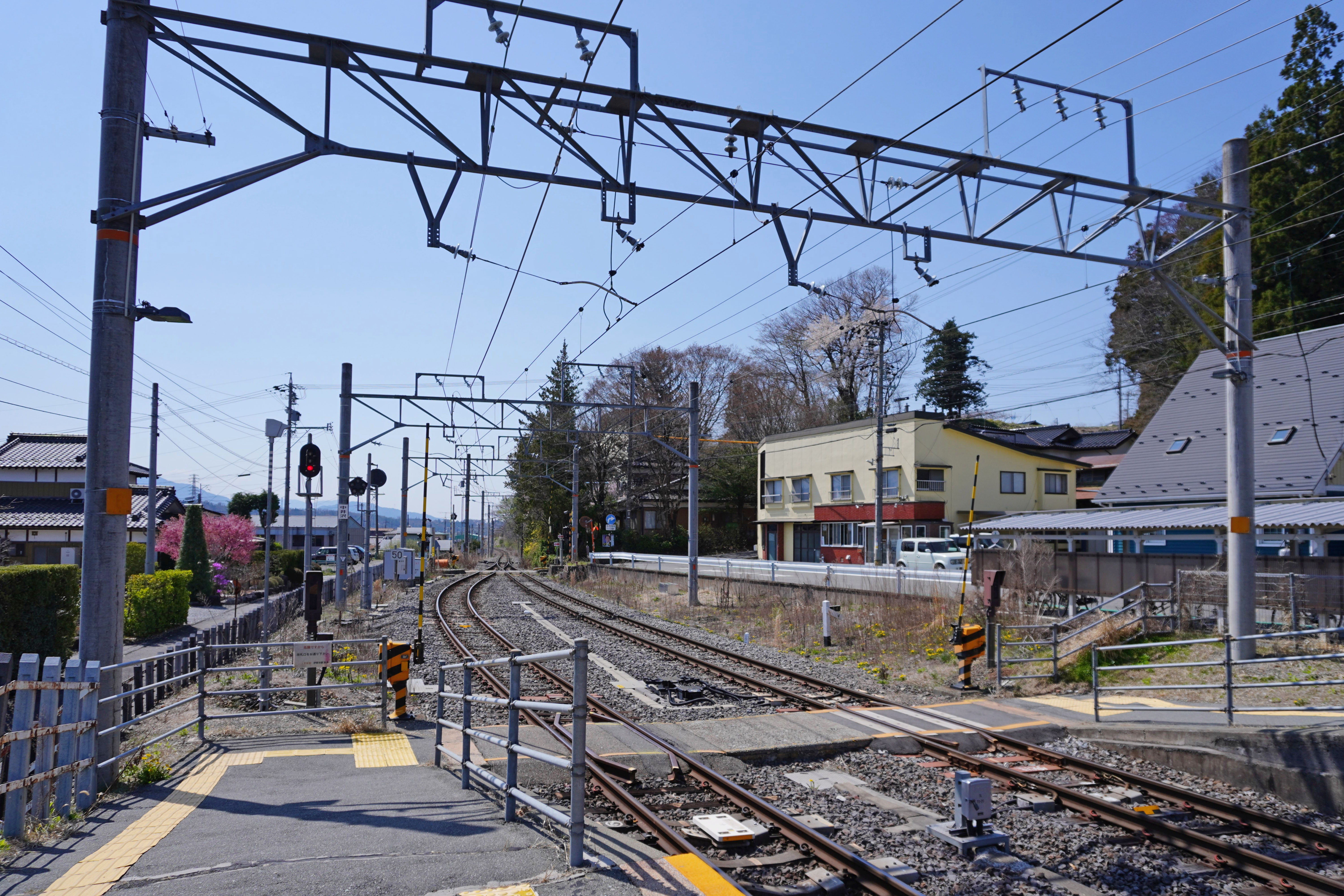
平交道(2023年4月)

本站為地面車站，相對式月台2面2線，可以列車交會。本站是由伊那市站管理的無人站。候車室在下行月台，平交道則位於車站北面。本站的西北方原設有大明化學工業而設的專用線，於1984年停用。

### 月台配置
| 月台 | 路線   | 方向 | 目的地           |
| ---- | ------ | ---- | ---------------- |
| 1    | 飯田線 | 下行 | 辰野方向         |
| 2    | 飯田線 | 上行 | 飯田、天龍峽方向 |

## 車站周邊
本站為南箕輪村的中心站，附近有市政廳。東面有天龍川。南面有道路連接國道153號。

## 历史
- 1911年（明治44年）11月3日 - 伊那電車軌道（1919年改名為伊那電氣鐵道）御園（已停用）至木之下之間延伸開業，新設北殿站。
- 1943年（昭和18年）8月1日 - 伊那電氣鐵道線國有化，成為國鐵飯田線車站，車站平假名改為「きたどのえき」。
- 1956年（昭和31年）12月15日 - 車站平假名改為「きたとのえき」。
- 1971年（昭和46年）12月1日 - 行李與飯田線列車之貨物起卸服務停止。
- 1984年（昭和59年）1月21日 - 専用線的貨物起卸服務停止，此站只限旅客服務。
- 1985年（昭和60年）4月1日 - 車站成為無人站。
- 1987年（昭和62年）4月1日 - 因國鐵分割民營化，本站成為東海旅客鐵道的車站，變成無人站。
- 1989年（平成元年）4月13日 - 列車迎頭相撞事件發生。
- 1999年（平成11年）2月25日 - 站舍停用、新建候車室。

## 相鄰車站
東海旅客鐵道
 飯田線
■快速（包括「水篶」）
伊那北－（一部分停靠田畑）－北殿－（一部分停靠木之下）－伊那松島
■普通
田畑－北殿－木之下